# Adimante de Collytos
Adimante de Collytos (en grec ancien : Ἀδείμαντος / Adeímantos ; né en -432 et mort en -382) fils d'Ariston d'Athènes, était un citoyen de l'Athènes du Ve siècle av. J.-C. Il est connu comme étant un des frères du philosophe Platon. Il joue un rôle important dans la République, et est mentionné dans les dialogues de l'Apologie et de Parménide.

## Biographie
Peu de choses sont sues au sujet d'Adimante. On connaît la personne principalement à travers son apparition dans les dialogues platoniques.
Dans la République, Adimante est connu pour son intérêt pour l’éducation, qui se manifeste dès le moment où il s’engage dans la discussion,  Il se préoccupe également du bonheur des guerriers dans la ville idéale imaginée par son frère. Il se demande si les habitants de la cité idéale vivraient une bonne vie s'ils avaient peu ou pas de propriété privée. Par conséquent, les exégèses des dialogues ont souvent associé Adimante à la cupidité ou à l’amour de l’argent. Dans l'ensemble, Adimante apparaît comme étant plus prudent, plus sobre et moins créatif que son frère Glaucon, qui est l'autre interlocuteur majeur de Socrate dans les neuf derniers livres de la République.

## Voir également
- Liste des personnages des dialogues de Platon